# Zou Yuchen
Dans ce nom, le nom de famille, Zou, précède le nom personnel.
Zou Yuchen (en chinois : 鄒雨宸), né le 5 juillet 1996, à Anshan, en République populaire de Chine, est un joueur de basket-ball chinois, évoluant au poste de pivot.